# Tectaria faberiana
Tectaria faberiana är en ormbunkeart som beskrevs av Rojas. Tectaria faberiana ingår i släktet Tectaria och familjen Tectariaceae. Inga underarter finns listade.